# If—
"If—" (în română Dacă...) este titlul unui poem scris în 1895 de scriitorul englez Rudyard Kipling. Poezia este reprezentativă pentru stoicismul victorian și a fost subiectul a numeroase parodii.
Versiunea integrală a poeziei, aflată în domeniul public, poate fi găsită la wikisource:If-